# دارين تيلي
دارين تيلي (بالإنجليزية: Darren Tilley)‏ هو لاعب كرة قدم ومدرب كرة قدم بريطاني، ولد في 1967 في Keynsham ‏ في المملكة المتحدة. لعب مع إمباكت مونتريال وفانكوفر وايتكابس ونادي بريستول روفيرز ونادي يورك سيتي.

## وصلات خارجية
- دارين تيلي على موقع قاعدة بيانات كرة القدم.إي يو (الإنجليزية)